# Devade kazakhstanica
Espèce
Devade kazakhstanica est une espèce d'araignées aranéomorphes de la famille des Argyronetidae.

## Répartition
Cette espèce est endémique du Kazakhstan. Elle se rencontre dans les oblys d'Atyraou et du Kazakhstan-Occidental

## Description
La carapace de la femelle holotype mesure 0,90 mm de long sur 0,72 mm.

## Systématique et taxinomie
Cette espèce a été décrite par Esyunin et Efimik en 2000.

## Étymologie
Son nom d'espèce lui a été donné en référence au lieu de sa découverte, le Kazakhstan.

## Publication originale
- Esyunin & Efimik, 2000 : « A review of the genus Devade (Aranei, Dictynidae) from fauna of central Asia and southern Russia. » Zoologicheskiĭ Zhurnal, vol. 79, no 6, p. 679-685.